# 프랭크 퍼콘테

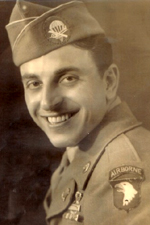
프랭크 퍼콘테

프랭크 '페르코' 퍼콘테(1917년 3월 10일 - 2013년 10월 24일) 제2차 세계 대전 중 101 공수 사단의 506 낙하산 보병 연대의 2대대에 속한 E 중대에서 부사관으로 복무한 군인이다. HBO의 미니시리즈 밴드 오브 브라더스에서 프랭크 퍼콘테 역은 미국 배우 제임스 마디오가 연기하였다.

## 어린 시절
프랭크 퍼콘테는 아버지 조지프 퍼콘테와 매리 카본 사이에서 1917년 출생하였으며, 미국 일리노이주 졸리에에서 성장하였고, 졸리에 중앙 고등학교를 졸업하였다. 퍼콘테는 1942년 506 낙하산 보병 연대의 E 중대에 복무하게 된 첫 번째 사병 중 하나가 되었다.

## 제2차 세계대전
퍼콘테는 제1소대의 부사관이었다. 퍼콘테는 노르망디 상륙작전 당시 강하하였으며 이때부터 죽은 병사의 손목시계를 수집하기 시작하였다. 퍼콘테는 마켓가든 작전과 벌지 전투에 참여하였으며, 이지 중대가 벨기에의 포이를 습격할 때, 뒤쪽에 숨어 있던 독일군 저격수에게 총격을 당하기도 하였다. 이 부상으로 퍼콘테는 후송되었지만, 얼마 지나지 않아 이지 중대가 해게나우에 주둔해 있을 때 다시 합류하였다.
퍼콘테는 전쟁에서 살아남았으며 고향으로 돌아가 집배원이 되었다.

## 같이 보기
- 미국 506 낙하산 보병 연대 E 중대
- 《밴드 오브 브라더스》

## 참조
- D-Day Overlord, Frank Perconte[깨진 링크(과거 내용 찾기)]
- Wild Bill Guarnere Forums for Medal Information